# 岩槻優佑
岩槻 優佑（いわつき ゆう、1973年 - ）は、日本の作家。女性。宮城県出身、新潟県新潟市在住。大東文化大学国際関係学部卒業。臨時職員を経て作家になった。
2007年、『なもなきはなやま』で第18回朝日新人文学賞を受賞しデビューする。

## 作品リスト
- なもなきはなやま
  - 2008年9月5日、朝日新聞出版、ISBN 978-4022504807